# SOR NB 18
SOR NB 18 City je model městského kloubového nízkopodlažního autobusu, který byl vyráběn českou společností SOR Libchavy. Prototyp vznikl v roce 2006, sériová výroba probíhala v letech 2008–2022. Vůz NB 18 je odvozen od standardní varianty NB 12. Produkována byla i CNG verze (NBG 18) a rovněž vznikly vozy s hybridním pohonem (NBH 18), linková meziměstská varianta byla označena NC 18. Karoserie NB 18 byly využívány také pro výrobu trolejbusů SOR TNB 18 a Škoda 31Tr.

## Konstrukce
Autobus SOR NB 18 je prvním kloubovým modelem společnosti SOR. Odvozen je od standardního nízkopodlažního typu NB 12. Jedná se o třínápravový dvoučlánkový autobus s ocelovou samonosnou karoserií, který je určen pro městský provoz. Karoserie vozu je svařena z ocelových profilů, zvenku je oplechovaná, zevnitř obložená plastovými deskami. Přední a zadní článek jsou spojeny kloubem a krycím měchem. Vůz disponuje pěti dvoukřídlými dveřmi (troje v předním článku, dvoje v zadním článku), na přání zákazníka třemi dveřmi (dvoje v předním článku, jedny v zadním článku). Interiér je v celé délce nízkopodlažní, podlaha se nachází ve výšce 360 mm nad vozovkou, nástupní prostory jsou ve výšce 325 mm, avšak většina sedaček je umístěna na vyvýšených částech podlahy. Kabina řidiče je uzavřená. Přední náprava s nezávislým zavěšením je vlastní výroby, střední a zadní portálová náprava je značky Voith, u pozdějších vozů ZF. Hnací náprava je zadní, motor a převodovka se nachází v levém zadním rohu vozu. Vozy jsou vybaveny stojatým motorem Iveco Cursor (pozdější vozy FPT Industrial Cursor) a šestistupňovou automatickou převodovkou ZF. 
Vyráběna byla rovněž i verze s pohonem na stlačený zemní plyn (CNG), která je označena jako SOR NBG 18. Tyto vozy jsou vybaveny motorem Iveco Cursor 8 CNG (pozdější vozy FPT Industrial Cursor) a tlakovými lahvemi pro plyn na střeše autobusu.
Varianta s hybridním pohonem byla označena SOR NBH 18. Tyto vozy byly vybaveny vznětovým motorem Cummins a paralelní hybridní pohonnou jednotkou od firmy Allison, která umožňovala akumulaci brzdné energie v NiMH baterii. Energie byla následně využívána pro rozjezdy vozidla prostřednictvím dvou elektromotorů Allison vestavěných do automatické převodovky.

## Výroba a provoz

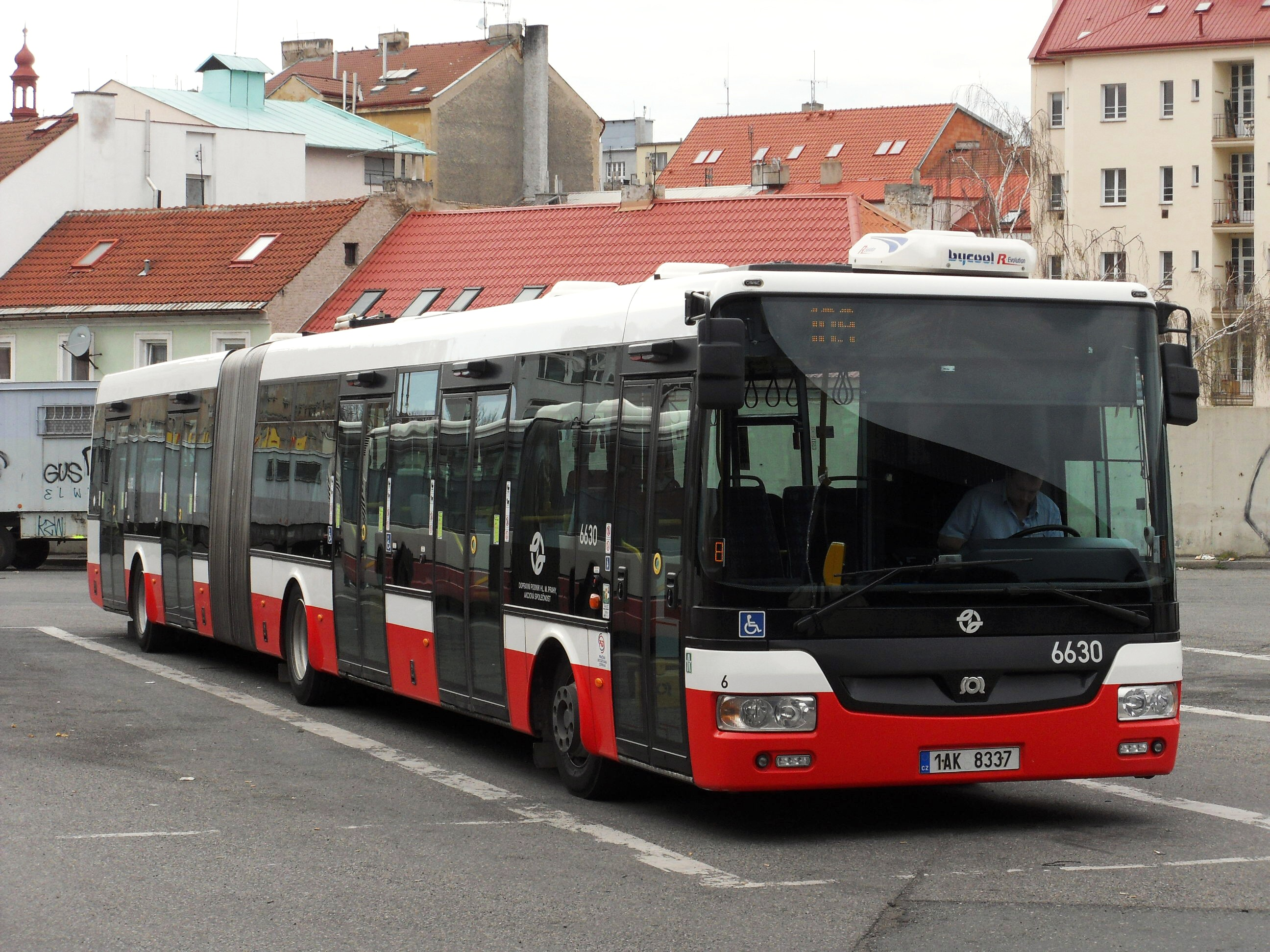
SOR NB 18 v Praze

Prototypový exemplář autobusu SOR NB 18 byl vyroben roku 2006, v červnu toho roku byl prezentován na brněnském veletrhu Autotec a následně byl k vidění ve městech České i Slovenské republiky na zkušebních a předváděcích jízdách. Po nich byl roku 2008 odstaven u výrobce, protože nebyl homologován pro provoz s cestujícími. V roce 2012 jej odkoupil dopravce Veolia Transport Praha, který ho daroval Nadačnímu fondu Českého rozhlasu. Při té příležitosti byl přestavěn na pojízdnou Kavárnu Potmě, kterou fond provozoval v rámci svého projektu Světluška. V kavárně, jež v dalších letech navštívila různá česká města, obsluhovali zákazníky v úplné tmě nevidomí kavárníci. V roce 2020 byl vůz zapůjčen do Muzea velkých volantů společnosti ČSAP v Loučeni.
Druhý prototyp z roku 2008 byl představen na Autotecu 2008 a po zkouškách a prezentačních jízdách u různých dopravců si jej koncem roku 2009 pořídila společnost Veolia Transport Teplice, která ho označila evidenčním číslem 521. Zatímco tento autobus byl již téměř shodný se sériovými vozy, první prototyp se od nich značně odlišoval. Rozdíly byly v designu, který původně vycházel z modelu BN 12 (např. přední a zadní čelo), jednomontáži na střední a zadní nápravě, elektrickém ovládání dveří, jednokřídlých prvních dveřích či rozměrech. Sériová výroba začala na podzim 2008, v lednu 2009 bylo dodáno prvních devět sériových autobusů NB 18 slovenskému dopravci Veolia Transport Nitra pro provoz MHD v Nitře. Roku 2009 byl vyroben prototyp plynové verze NBG 18, který si v roce 2012 pořídila společnost ČSAD autobusy Plzeň. Model NB 18 byl původně vyráběn pouze v pětidveřové variantě, první třídveřový kus vznikl v roce 2011.
V únoru 2009 oznámil Dopravní podnik hl. m. Prahy (DPP), že firma SOR Libchavy vyhrála výběrové řízení na dodávku nových autobusů pro Prahu a že model NB 18 má tvořit jeho novou flotilu kloubových autobusů. Součástí rozsáhlé dodávky pro Prahu mělo být také 20 vozů verze NBH 18, které měly mít díky hybridnímu pohonu sníženou spotřebu nafty (až o 10 l na 100 km) a také nejméně o čtvrtinu snížené emise. Roku 2010 byly vyrobeny a DPP dodány první dva zkušební autobusy NBH 18 (č. 6401 a 6402). V provozu byly od ledna 2011, ovšem kvůli častým poruchám bývaly dlouho odstaveny, takže objednávka zbylých vozidel 18 vozidel byla zrušena. Oba vozy NBH 18 byly v letech 2013 a 2014 vráceny výrobci, jako pronajaté zůstaly v Praze v provozu do roku 2015. Poté je SOR přestavěl na běžné dieselové autobusy NB 18 a roku 2016 opětovně dodal DPP. Od ostatních pražských autobusů NB 18 se tyto přestavěné vozy liší absencí sedaček v zadním čele vedle motoru.[zdroj⁠?!]
Posledních 21 autobusů typu NB 18 bylo dodáno v roce 2022 na Slovensko Dopravnému podniku mesta Košice. Nejvyšší výrobní číslo 941 má košický vůz evidenčního čísla 4786, který se tak stal posledním vyrobeným vozidlem tohoto typu. Výroba modelu NB 18 byla ukončena v prvním čtvrtletí roku 2022, celkem bylo vyrobeno 929 autobusů NB 18, z toho 25 kusů plynové verze NBG 18 a dva kusy hybridní verze NBH 18. Převážná většina autobusů NB 18 byla pětidveřových, třídveřových bylo vyrobeno 95. Vozy NB 18 nakupovali především čeští dopravci, na Slovensko jich bylo exportováno 307, do Německa 28, do Polska 11 a do Bulharska pět. Největším odběratelem se stal Dopravní podnik hl. m. Prahy, který v letech 2009–2020 pořídil celkem 500 vozů NB 18 a dva vozy NBH 18, dalšími velkými provozovateli byli Dopravný podnik Bratislava (183 ks NB 18), Dopravný podnik mesta Košice (86 ks NB 18), Arriva City (30 ks NB 18) a ČSAD MHD Kladno (7 ks NB 18, 20 ks NBG 18).

## Historické vozy
- Muzeum velkých volantů (vůz SPZ 2AS 7101 – Kavárna Potmě, r. v. 2006)[3]

## Galerie

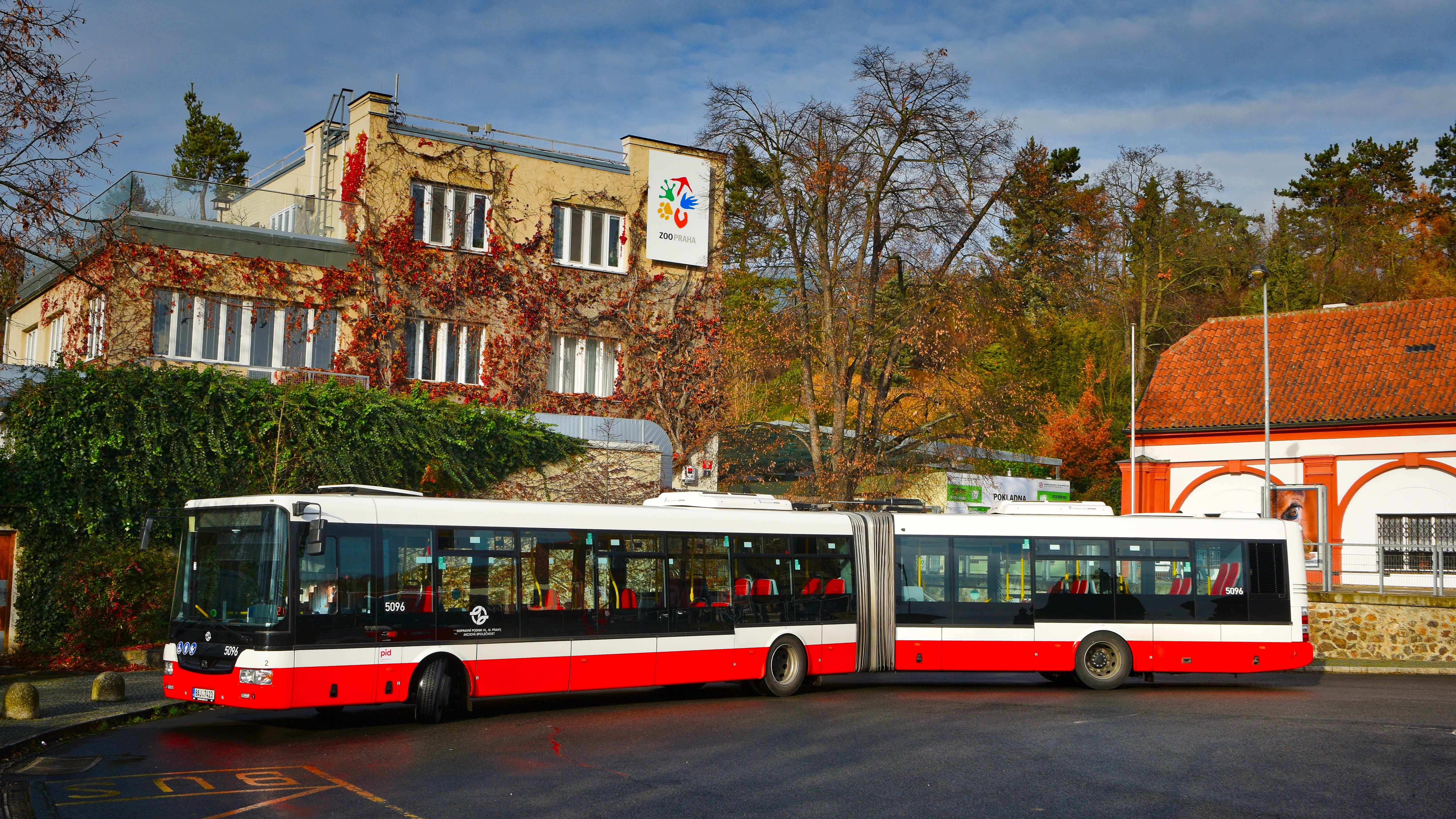
SOR NB 18 v Praze
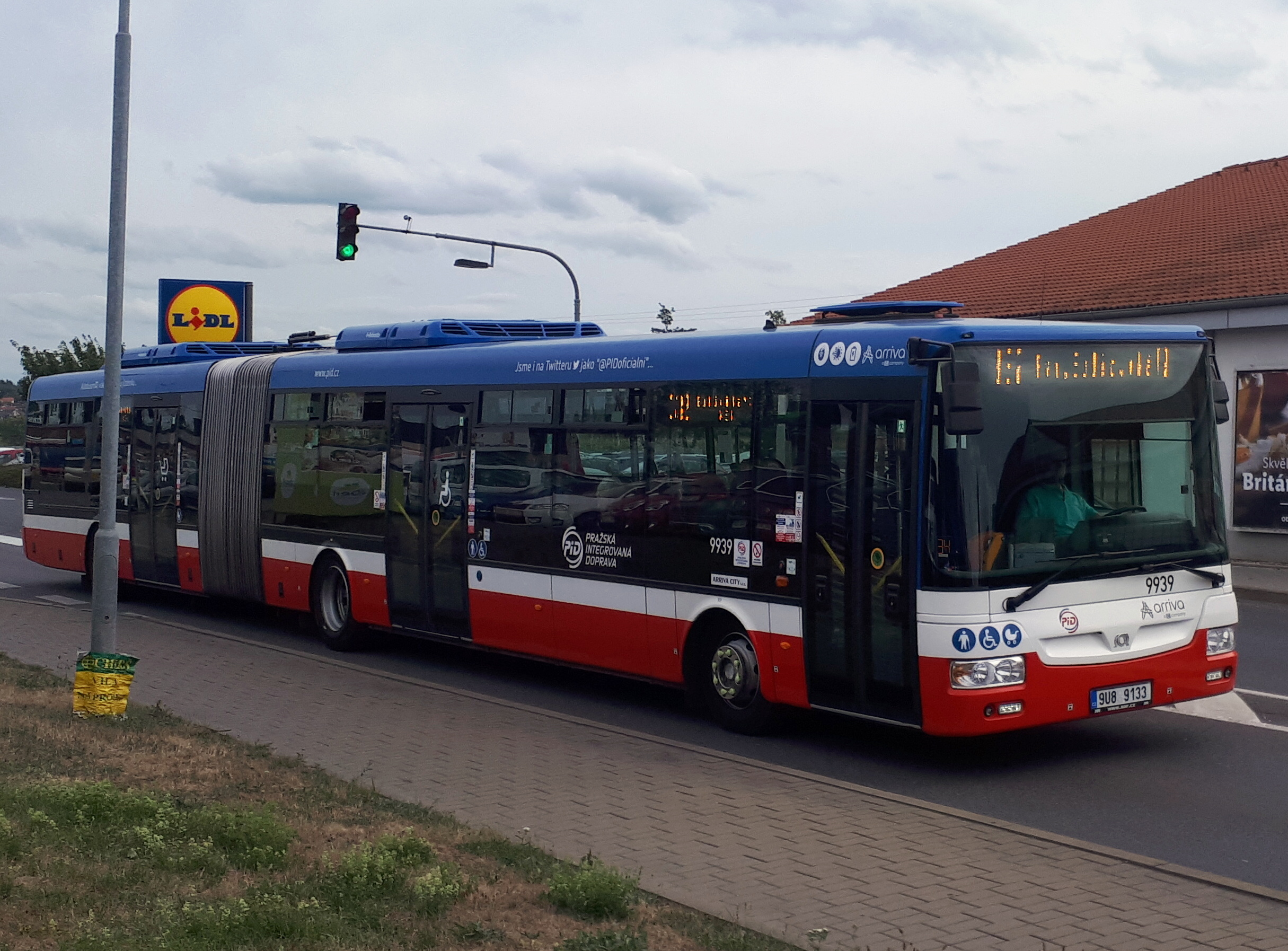
Třídveřová verze NB 18 v Praze
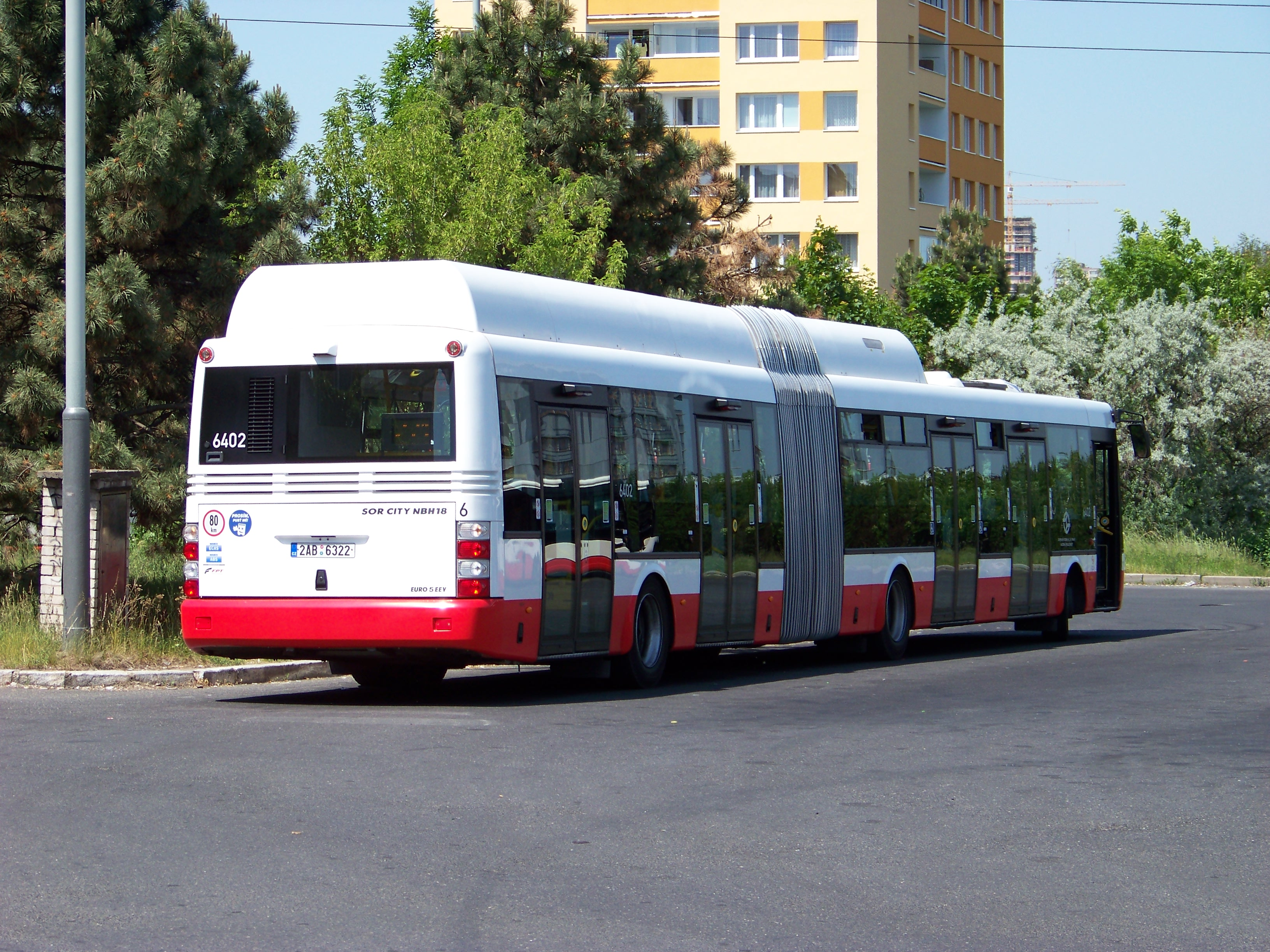
SOR NBH 18 v Praze
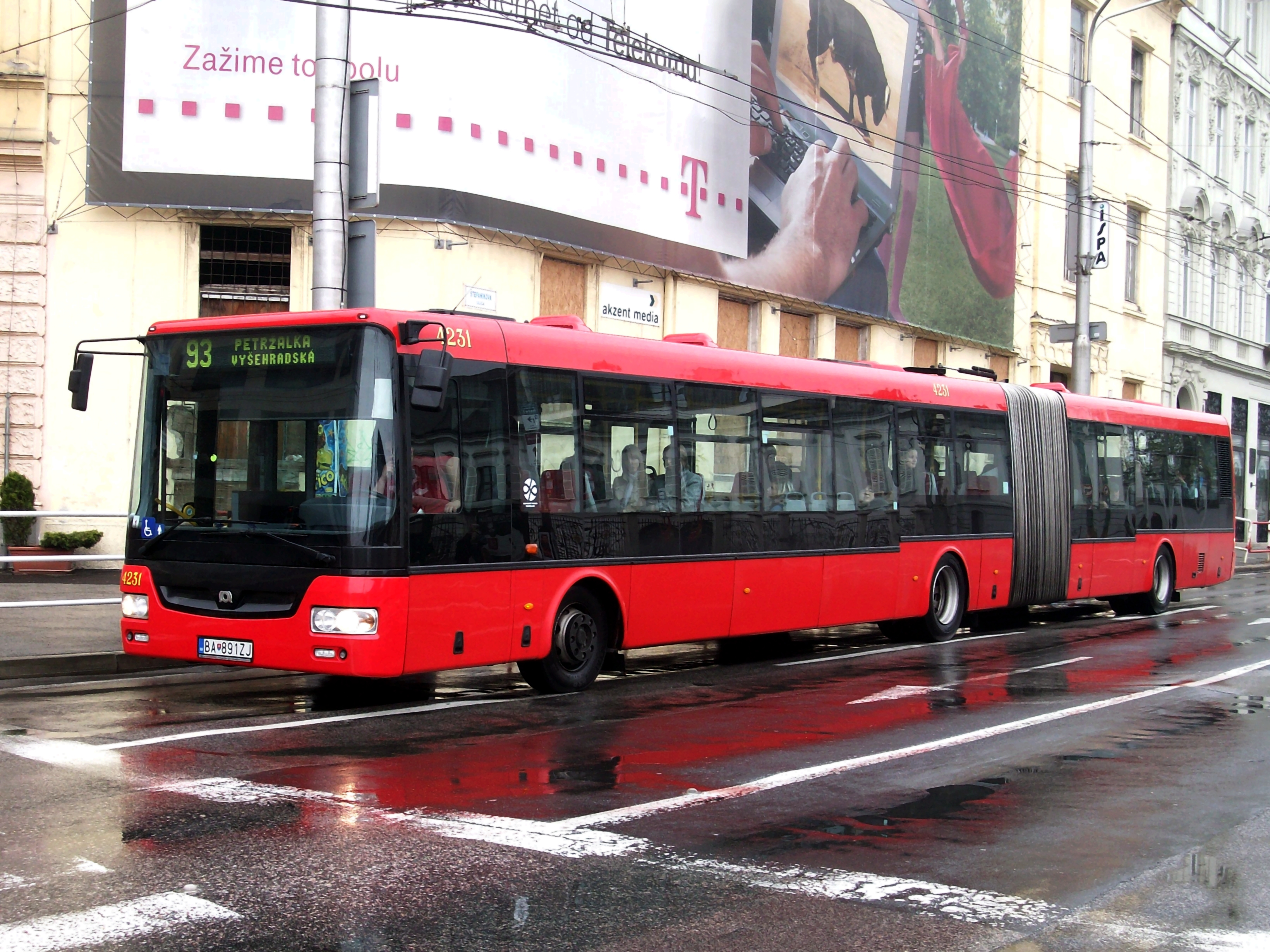
SOR NB 18 v Bratislavě
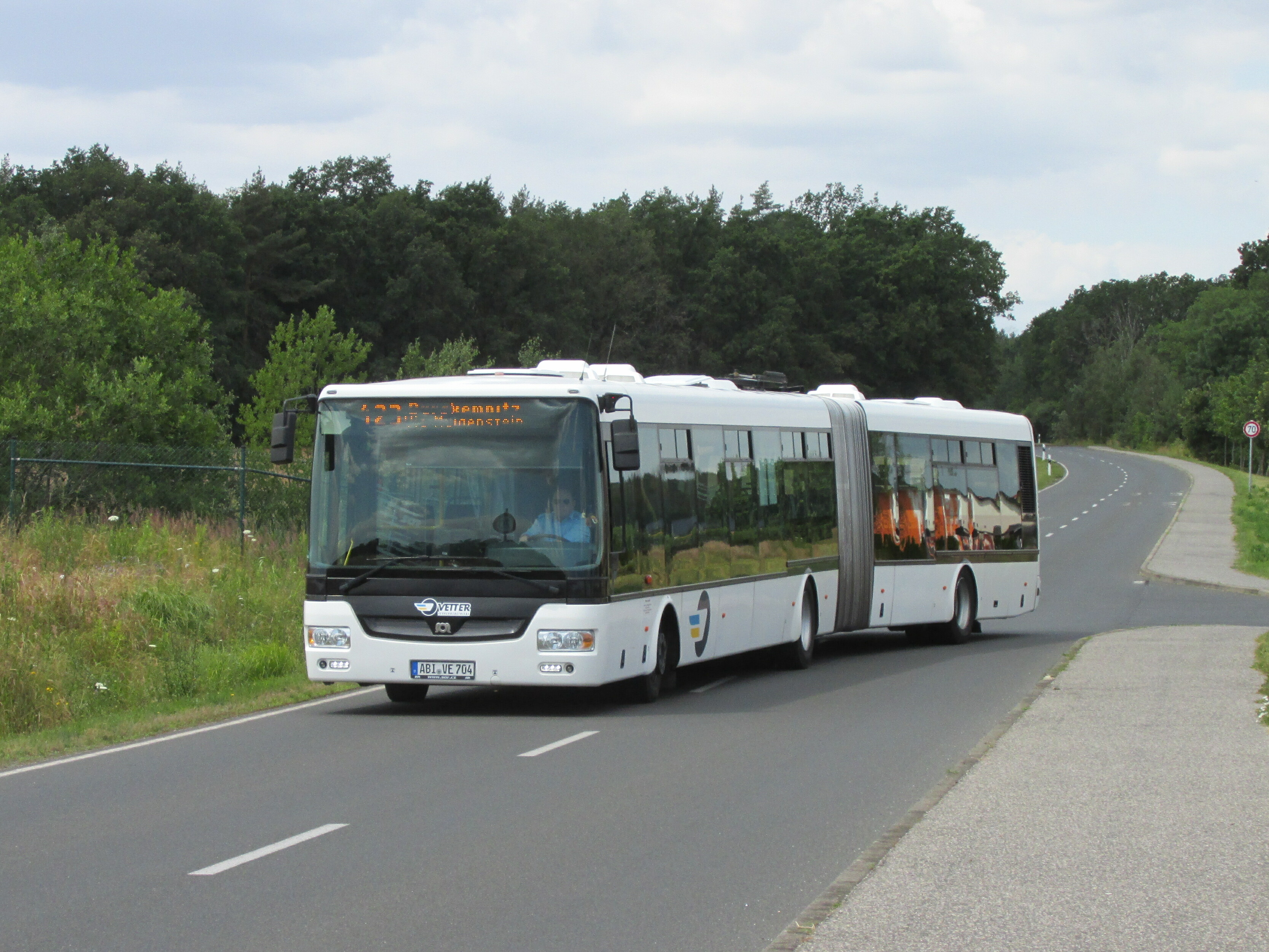
SOR NB 18 v Německu
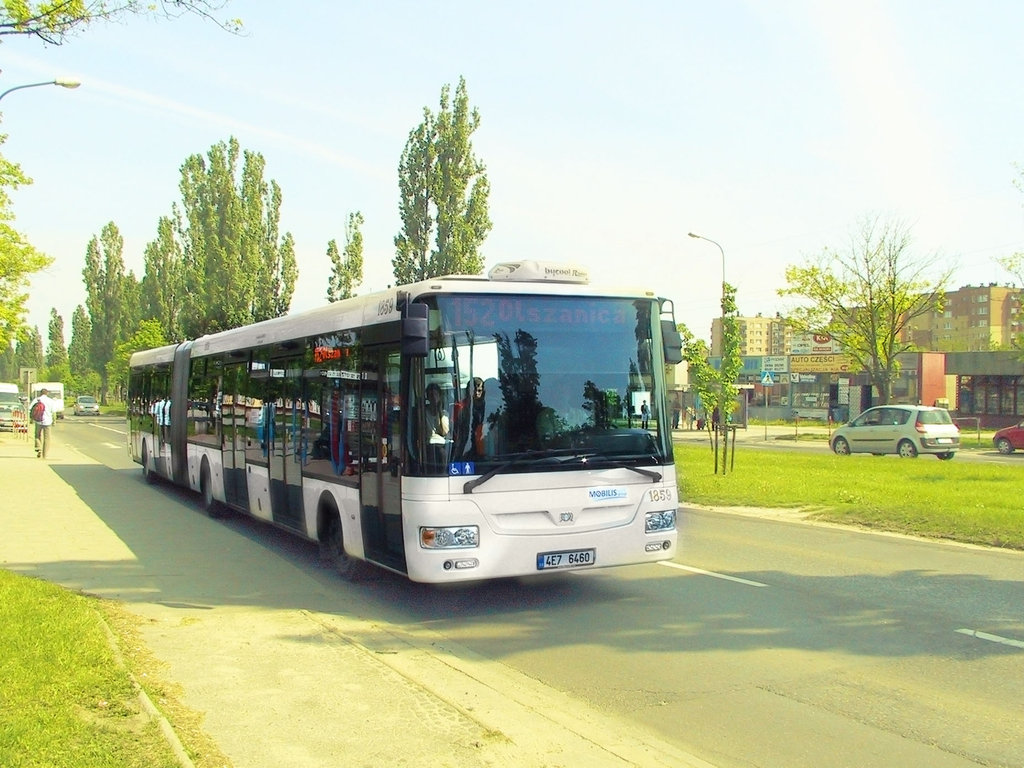
SOR NB 18 v Polsku
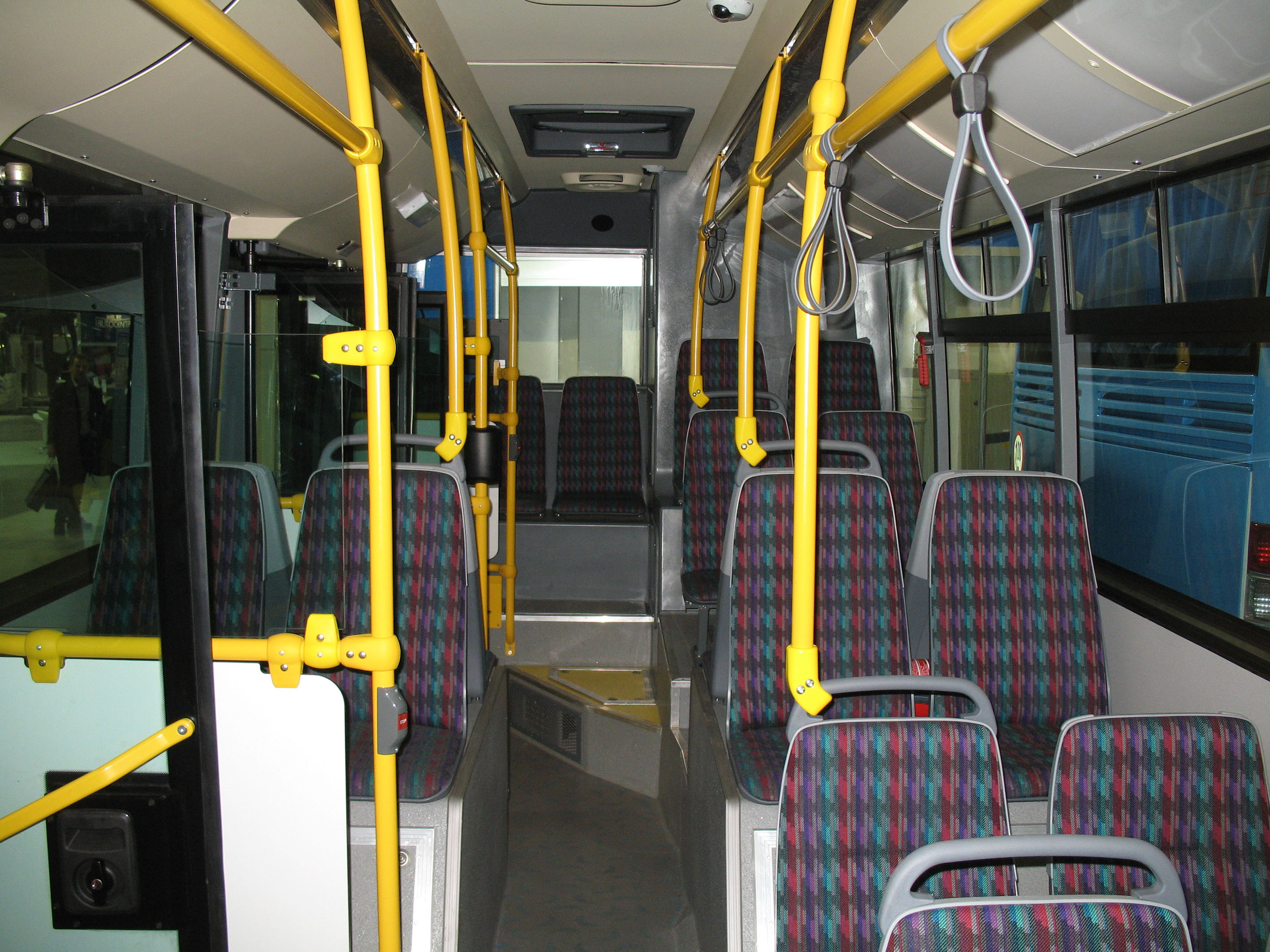
Interiér vozu z roku 2011